# Infedele per caso
Infedele per caso (The Infidel) è un film del 2010 diretto da Josh Appignanesi.

## Trama
Mahmud Nasir è un tassista britannico di mezza età, sposato e padre di due figli. È di religione musulmana, ma non molto osservante: ama ascoltare la musica pop, in particolare quella di Gary Page, un cantante del passato, e beve occasionalmente della birra, nonostante il divieto musulmano per l'alcol. Suo figlio Rashid vuole sposare Uzma, una graziosa ragazza di origine pakistana; è necessaria però l'approvazione del patrigno di lei Arshad Al-Masri, un fondamentalista islamico. Mahmud promette al figlio di aumentare la pratica religiosa per ottenere l'assenso dell'osservante Arshad.
Durante lo sgombero dell'abitazione di sua madre, recentemente scomparsa, Mahmud rinviene un documento dal quale si inferisce che è stato adottato quando aveva due settimane di vita; scopre in seguito che, sebbene i suoi genitori adottivi fossero musulmani di origine pakistana, i suoi genitori biologici erano ebrei, e il suo nome era in origine "Solly" (Solomon) Shimshillewitz. Per Mahmud è uno shock: finora ha spesso manifestato la sua avversione per gli ebrei, e in particolare per il suo vicino di casa Lenny Goldberg, un ebreo americano. E proprio durante un alterco con Lenny, Mahmud si lascia sfuggire il segreto della sua origine e del suo vero nome; Lenny gli rivela che conosce un vecchio ebreo di nome Isaac Shimshillewitz, detto "Izzy", e che costui potrebbe quindi essere il padre biologico di Mahmud. Mahmud cerca allora di incontrare Izzy Shimshillewitz, ormai malato e ricoverato in una casa di cura privata per ebrei. Un rabbino impedisce però a Mahmud di vedere il presunto padre in quanto il vecchio Izzy è un ebreo ortodosso e resterebbe sconvolto se scoprisse di avere un figlio musulmano; il rabbino consiglia pertanto a Mahmud di imparare ad comportarsi da ebreo, se vuol vedere il padre prima che questi muoia.
Con l'aiuto di Lenny, Mahmud cerca di apprendere le nozioni base per comportarsi da ebreo tradizionalista: imparare le basi della lingua yiddish, eseguire i balli rituali, seguire le regole alimentari ebraiche, e così via. Il cambiamento nel comportamento e le frequenti assenze per recarsi di nascosto a casa di Lenny cominciano a destare sospetti nei familiari di Mahmud, in particolare nella moglie Saamiya. Durante la partecipazione a una manifestazione politica guidata da Arshad Al-Masri, Mahmud viene trovato in possesso di una kippah; per l'ira dei fondamentalisti musulmani che lo circondano, Mahmud brucia pubblicamente questo simbolo ebrei osservanti. Poco dopo si reca con Lenny a un Bar mitzvah e supera brillantemente un test di comportamento da ebreo raccontando con successo in pubblico una barzelletta di tradizionale umorismo ebraico. Il successivo tentativo di Mahmud di incontrare il vecchio Izzy Shimshillewitz viene tuttavia frustrato ancora una volta dal rabbino il quale ha giudicato insufficiente la cultura religiosa di Mahmud dopo averlo invitato a recitare la preghiera Shemà e il titolo del Pentateuco in ebraico.
Mahmud se ne torna a casa col proposito di raccontare ai familiari la verità sulla sua nascita; ma a casa trova Arshad Al-Masri il quale, entusiasta dell'antiebraismo professato da Mahmud con l'aver dato fuoco alla kippah, annuncia la sua benedizione alle nozze fra Rashid e Uzma. Giunge però la polizia con un mandato di arresto per Mahmud per incitamento all'odio religioso, seguita da giornalisti e da cortei di manifestanti ebrei e musulmani. Disperato, Mahmud rivela pubblicamente la sua origine ebraica; la vicenda, diffusa dai telegiornali, diventa oggetto di discussione nei vari talk show. Decade il mandato di arresto, ma i musulmani reagiscono con ira e disprezzo nei confronti di Mahmud. I colleghi di lavoro e gli stessi familiari si allontanano da Mahmud il quale, disperato, comincia a bere e tenta il suicidio. Viene salvato da Lenny il quale lo invita a reagire e accompagna Mahmud alla casa di cura con lo scopo di farlo incontrare col vecchio Izzy Shimshillewitz anche contro la volontà del rabbino; scoprono però che Izzy Shimshillewitz è appena morto e una videocassetta con la scritta "Solly" rivela a Mahmud che Izzy era veramente suo padre e che per tutta la vita aveva seguito il figlio che era stato costretto ad abbandonare.
Mahmud decide di reagire: sfida Arshad Al-Masri, in un pubblico dibattito, in nome della tolleranza religiosa e riesce a dimostrare alcuni trascorsi imbarazzanti del violento fondamentalista. Il lieto fine prevede il riconoscimento da parte dei musulmani del corretto comportamento di Mahmud, la ritrovata armonia familiare, il matrimonio in stile Bollywood di Rashid e Uzma e l'ingresso di Lenny come socio nella società di taxi di proprietà di Mahmud.

## Accoglienza

### Critica
Il film ha ottenuto critiche in gran parte positive. È stato distribuito in 63 nazioni, comprese molte a maggioranza musulmana quali Arabia Saudita e Iran, ma non in Israele. È stata apprezzata in particolare l'interpretazione di Omid Djalili, il quale è stato premiato come miglior attore alla 28ª edizione del Torino Film Festival del 2010.